# Drobîșiv, Novhorod-Siverskîi
Drobîșiv (în ucraineană Дробишів) este un sat în comuna Koman din raionul Novhorod-Siverskîi, regiunea Cernihiv, Ucraina.

## Demografie
Componența lingvistică a localității Drobîșiv
     Rusă (78,53%)
     Ucraineană (21,47%)
Conform recensământului din 2001, majoritatea populației localității Drobîșiv era vorbitoare de rusă (78,53%), existând în minoritate și vorbitori de ucraineană (21,47%).